# Выборы в субъектах Российской Федерации (2013)

Карта региональных выборов в 2013 году.
Губернаторские
Парламентские
Губернаторские и парламентские

## Органы местного самоуправления

### 27 января 2013 года

#### Кемеровская область
- Выборы главы города Кемерово

### 31 марта 2013 года
- Выборы главы города-курорта Анапа
- Выборы главы города Чудово
- Выборы главы города Жуковский

### 8 сентября 2013 года
- Выборы главы города Новокузнецк
- Выборы главы города Таштагол
- Выборы главы города Киселевск
- Выборы главы города Прокопьевск
- Выборы главы города Вологды
- Выборы главы города Старый Оскол
- Выборы мэра города Хабаровска
- Выборы главы города Абакан
- Выборы мэра города Петрозаводск
- Выборы мэра города Екатеринбург

## Законодательные собрания

### Республика Башкортостан
Выборы депутатов Государственного Собрания Республики Башкортостан.

### Республика Бурятия
Выборы депутатов Народного Хурала Республики Бурятия.

### Республика Калмыкия
Выборы депутатов Народного Хурала Республики Калмыкия.

### Республика Саха (Якутия)
Выборы депутатов Государственного Собрания (Ил Тумэн) Республики Саха (Якутия).

### Республика Хакасия
Выборы депутатов Верховного Совета Республики Хакасия.

### Чеченская Республика
Выборы депутатов Парламента Чеченской Республики.

### Забайкальский край
Выборы депутатов Законодательного Собрания Забайкальского края.

### Архангельская область
Выборы депутатов Архангельского областного Собрания депутатов.

### Владимирская область
Выборы депутатов Законодательного собрания Владимирской области.

### Ивановская область
Выборы депутатов Ивановской областной думы.

### Иркутская область
Выборы депутатов Законодательного собрания Иркутской области.

### Кемеровская область
Выборы депутатов Совета народных депутатов Кемеровской области.

### Ростовская область
Выборы депутатов Законодательного собрания Ростовской области.

### Смоленская область
Выборы депутатов Смоленской областной думы.

### Ульяновская область
Выборы депутатов Законодательного собрания Ульяновской области.

### Ярославская область
Выборы депутатов Ярославской областной думы.